# Волковойнов, Михаил Александрович
Михаил Александрович Волковойнов (6 [20] августа 1894, Вольск — 9 мая 1933, Москва) — советский лётчик-испытатель, участник первой мировой войны, Гражданской войны, Заслуженный лётчик СССР (17 июля 1925 года).

## Биография
Родился 6 (20) августа 1894 года в городе Вольск ныне Саратовской области. В 1914 году окончил реальную школу.
В армии с 1914 года, подпоручик. В 1916 году окончил Гатчинскую авиашколу.
Участник первой мировой войны: в 1916—1917 годах — старший унтер-офицер 4-го армейского авиаотряда. Был контужен. Награждён Георгиевскими крестами 4 и 3 степени.
В мае 1918 года, будучи в Сибири (по другим данным — в Поволжье), был мобилизован и назначен командиром Чешского авиаотряда, участвовал в Тобольской операции белых, где был ранен в руку. В декабре 1919 года в составе 10 военлётов своего отряда перелетел к красным. В 1919—1921 годах участвовал в гражданской войне на стороне красных. В марте 1921 года участвовал в подавлении Кронштадтского восстания.
С февраля 1923 года — на лётно-испытательной работе в НИИ ВВС (до 1926 — НОА). 14—20 августа 1924 года на самолёте Р-1 совершил перелёт Москва — Севастополь — Москва. 10 июня — 13 июля 1925 года на самолёте Р-1 участвовал в групповом перелёте Москва — Пекин в качестве начальника лётной части. 30 августа — 2 сентября 1925 года на самолёте Р-1 участвовал в перелёте Москва — Пекин — Токио. Из-за плохих метеоусловий совершил вынужденную посадку, не долетев до Токио.
С 193? — лётчик-испытатель ЦАГИ, заместитель начальника ОЭЛИД (Отдел эксплуатации, лётных испытаний и доводок) ЦАГИ.
Погиб 9 мая 1933 года при проведении испытаний самолёта Р-5 с поворотными стойками на штопор.
Жил в Москве. Похоронен в колумбарии № 1 (в церкви) Донского кладбища (Москва).
Награждён двумя орденами Красного Знамени.